# Legia Warszawa (piłka siatkowa)
Legia Warszawa – polski nieistniejący klub siatkarski z siedzibą w Warszawie, utworzony w 1929 r. – jako sekcja siatkarska wielosekcyjnego Wojskowego Klubu Sportowego Legia Warszawa. Był jednym z najbardziej utytułowanych polskich klubów siatkarskich. Zajmuje 4. miejsce w tabeli wszech czasów mistrzostw Polski z 28 medalami na koncie – aktualnie najwięcej spośród wszystkich polskich klubów siatkarskich. Jest 8-krotnym mistrzem Polski, 12-krotnym wicemistrzem oraz 8-krotnie zajmowali 3. miejsce w mistrzostwach Polski. Do tego pięciokrotnie wywalczyli Puchar Polski. W latach 60. siatkarska Legia Warszawa należała także do najlepszych drużyn w Europie. Legioniści 2-krotnie, w sezonach 1962/1963 oraz 1967/1968 meldowali się w półfinałach Pucharu Europy Mistrzów Krajowych (PEMK), dzisiejszej Ligi Mistrzów, wygrywając z bardzo mocnymi wówczas zespołami z ówczesnej Jugosławii i Czechosłowacji. Od sezonu 2021/2022 występował w rozgrywkach I ligi. Klub został rozwiązany 29 września 2023.
Barwy Legii Warszawa reprezentowali w przeszłości m.in. Wojciech Rutkowski, Edward Skorek, Aleksander Skiba, Tomasz Wójtowicz, Mirosław Rybaczewski, Hubert Wagner, Wojciech Drzyzga, Włodzimierz Nalazek, Ireneusz Nalazek, Robert Malinowski, Wacław Golec, Krzysztof Stefanowicz, Jakub Bednaruk, Robert Prygiel, Alojzy Świderek, Lech Zagumny, czy mistrzowie świata jak Karol Kłos, Piotr Nowakowski oraz Andrzej Wrona.
Do 1974 r. oprócz zespołu męskiego w ramach sekcji działała również drużyna kobiet.

## Historia

### Chronologia nazw
- 1929: Wojskowy Klub Sportowy (WKS) Legia Warszaw
- 1947: Wojskowy Klub Sportowy (WKS) Legia Warszawa
- 1949: Centralny Wojskowy Klub Sportowy (CWKS) Warszawa
- 1957: WKS Legia Warszawa / CWKS Legia Warszawa
- 2000: rozwiązanie sekcji
- 2004: CWKS Legia Warszawa (reaktywacja sekcji)
- 2010: wycofanie sekcji z rozgrywek
- 2014: ponowna reaktywacja sekcji – MKS MDK Legia Warszawa
- 2017/2018: walka o awans do 1 ligi – Legia Warszawa

| Sezon                         | Miejsce                                 |
| ----------------------------- | --------------------------------------- |
| 1954 – Klasa wydzielona       | 7                                       |
| 1955 – Klasa wydzielona       | 3                                       |
| 1956 – Klasa wydzielona       | 2                                       |
| 1957 – Klasa wydzielona       | 2                                       |
| 1957/1958 – I liga            | 2                                       |
| 1958/1959 – I liga            | 2                                       |
| 1959/1960 – I liga            | 3                                       |
| 1960/1961 – I liga            | 3                                       |
| 1961/1962 – I liga            | złoto                                   |
| 1962/1963 – I liga            | 2                                       |
| 1963/1964 – I liga            | złoto                                   |
| 1964/1965 – I liga            | 2                                       |
| 1965/1966 – I liga            | 2                                       |
| 1966/1967 – I liga            | złoto                                   |
| 1967/1968 – I liga            | 3                                       |
| 1968/1969 – I liga            | złoto                                   |
| 1969/1970 – I liga            | złoto                                   |
| 1970/1971 – I liga            | 2                                       |
| 1971/1972 – I liga            | 5                                       |
| 1972/1973 – I liga            | 3                                       |
| 1973/1974 – I liga            | 6                                       |
| 1974/1975 – I liga            | 6                                       |
| 1975/1976 – I liga            | 10 (spadek)                             |
| 1976/1977 – II liga           | 1 (awans)                               |
| 1977/1978 – I liga            | 3                                       |
| 1978/1979 – I liga            | 4                                       |
| 1979/1980 – I liga            | 3                                       |
| 1980/1981 – I liga            | 2                                       |
| 1981/1982 – I liga            | 2                                       |
| 1982/1983 – I liga            | złoto                                   |
| 1983/1984 – I liga            | złoto · złoto                           |
| 1984/1985 – I liga            | 2                                       |
| 1985/1986 – I liga            | złoto · złoto                           |
| 1986/1987 – I liga            | 5                                       |
| 1987/1988 – I liga            | 5                                       |
| 1988/1989 – I liga            | 7                                       |
| 1989/1990 – I liga            | 10 (spadek)                             |
| 1990/1991 – I liga seria B    | 5                                       |
| 1991/1992 – I liga seria B    | (spadek)                                |
| 1992/1993 – II liga grupa A   | 1 (awans)                               |
| 1993/1994 – I liga seria B    | 1 (przegrana w barażach)                |
| 1994/1995 – I liga seria B    | 1 (awans)                               |
| 1995/1996 – I liga seria A    | 2                                       |
| 1996/1997 – I liga seria A    | 6                                       |
| 1997/1998 – I liga seria A    | 10                                      |
| 1998/1999 – I liga seria A    | 9                                       |
| 1999/2000 – I liga seria A    | 10                                      |
| 2004/2005 – II liga grupa III | 4                                       |
| 2005/2006 – II liga grupa III | 7                                       |
| 2006/2007 – II liga grupa III | 4                                       |
| 2007/2008 – II liga grupa III | 7                                       |
| 2008/2009 – II liga grupa III | 8                                       |
| 2009/2010 – II liga grupa III | 8                                       |
| 2014/2015 – II liga grupa IV  | 7                                       |
| 2015/2016 – II liga grupa IV  | 5                                       |
| 2016/2017 – II liga grupa II  | 4                                       |
| 2017/2018 – II liga grupa II  | 4                                       |
| 2018/2019 – II liga grupa II  | 2                                       |
| 2019/2020 – II liga grupa II  | 5                                       |
| 2020/2021 – II liga grupa II  | 1 (awans)                               |
| 2021/2022 – I liga            | 7                                       |
| 2022/2023 – I liga            | 15 (wycofanie z rozgrwek, upadek klubu) |

### Powstanie klubu
Początek istnienia siatkówki w Legii Warszawa datuje się na koniec 1929 r. Wówczas żeńska drużyna wystąpiła w dorocznym ogólnodostępnym turnieju Ośrodka Wychowania Fizycznego. W 1930 r. legioniści zadebiutowali w mistrzostwach Warszawy, zajmując 4. miejsce. Mierzyli się wówczas z takimi drużynami jak AZS, Polonia, YMCA czy Bar-Kochba i PIWF. W kolejnym roku, legioniści ponownie zajęli 4. miejsce w mistrzostwach Warszawy. W klasie A legioniści grali jeszcze w 1935 roku, brali także udział w turnieju Ośrodka WF w lutym 1937 r.

### Reaktywacja klubu
W kwietniu 1945 roku został reaktywowany I Wojskowy Klub Sportowy (WKS) Warszawa, a człon Legia został dodany w czerwcu tego roku. Pomysł założenia sekcji siatkówki i koszykówki powstał z inicjatywy i działań przedwojennego siatkarza, kapitana Witolda Serwatowskiego. Podjął się on organizacji struktur sekcji, które następnie zostały zatwierdzone przez zarząd klubu WKS Legia Warszawa. Ostatecznie sekcja siatkówki Wojskowego Klubu Sportowego Legia Warszawa została założona-reaktywowana w 1947 roku w Warszawie. Drużyna przejęła od CWKS-u czerwono-biało-zielono-czarne barwy oraz herb. Początkowo klub rozgrywał jedynie mecze sparingowe z innymi warszawskimi zespołami, jak SKS Warszawa i AZS Warszawa.

### Pierwsze sukcesy
W pierwszym występie w Pucharze Polski w 1951 „Wojskowi” uzyskali czwartą lokatę. Kolejną edycję pucharu wygrali, zajmując także w mistrzostwach Polski 1952 trzecie miejsce.

### Awans, Puchar Polski i rozwiązanie klubu
W sezonie 1993/1994 klubowi nie udało się awansować do Ekstraklasy, mimo pierwszego miejsca. Legia przegrała w barażach. Awans zapewniła sobie jednak w następnym roku, zdobywając jednocześnie puchar Polski na turnieju w Warszawie.
W kolejnych sezonach Legia plasowała się w środku tabeli. W tym samym czasie sukcesy odnosiła sekcja piłkarska CWKS, przez co kibice przestali przychodzić na mecze siatkówki. Z braku zainteresowania po sezonie 1999/2000, mimo dziesiątej pozycji dającej utrzymanie, klub rozwiązano.

### Kolejne reaktywacje
Po okresie braku działalności, warszawski klub postanowiono reaktywować, na bazie graczy MKS MDK Warszawa, mającego kłopoty finansowe i organizacyjne, oraz MOS Wola i Metra Warszawa. Przejęto zawodników, oraz miejsce w trzeciej grupie drugiej ligi siatkówki mężczyzn w sezonie 2004/2005. Drużyna zajęła pierwsze miejsce po rundzie zasadniczej, ale po słabej grze w play-off ostatecznie czwarte, niepremiowane awansem. W następnym sezonie klub uniknął spadku dzięki siódmej lokacie. Mimo stałego miejsca w II lidze zespół borykał się z kłopotami finansowymi i nie było wiadomo czy wystąpi w kolejnych rozgrywkach. Doszło wtedy do przejęcia drużyny przez Stowarzyszenie Kultury Fizycznej „Grupę 1916”, działające wówczas z upoważnienia stowarzyszenia CWKS Legia Warszawa. Zmieniono także nazwę na SKF Legia Warszawa. Po raz pierwszy pod nowym szyldem zespół ukończył rozgrywki ligowe na czwartej pozycji.
Zgodnie z zawartą w sierpniu 2010 roku umową patronacką zespół Legii w sezonie 2010/2011 miał występować pod nazwą BAS (Białołęcka Akademia Siatkówki) Legia Warszawa. Drużyna miała też przenieść się do hali przy ulicy Płużnickiej. W październiku tego samego roku Stowarzyszenie Grupa 1916, zarządzające siatkarską Legią poinformowało o wycofaniu zespołu z rozgrywek. Głównym powodem rezygnacji z gry było nieznalezienie sponsora strategicznego dla zespołu. Dodatkowo tytularny sponsor, jakim była dzielnica Białołęka nie wywiązał się z części zobowiązań wobec zespołu.

### Ostatnia reaktywacja
Ostatnia reaktywacja miała miejsce przed sezonem 2014/2015. Podobnie jak przy poprzedniej reaktywacji, skład oparto na graczach MKS MDK Warszawa. Zespół pod nazwą MKS MDK Legia Warszawa rozpoczął swoje rozgrywki od występów w czwartej grupie drugiej ligi siatkówki mężczyzn. W pierwszym sezonie siatkarze Legii zajęli 7. miejsce na koniec sezonu. Od tamtej pory rokrocznie zespół notuje progres sportowy zajmując w kolejnych sezonach 2015/2016 – 5. miejsce oraz 2016/2017 – 4. miejsce.

### Rozwiązanie klubu
29 września 2023 władze Legii poinformowały o rozwiązaniu struktur klubu sportowego, czego przyczyną był upadek klubu.
W rozgrywkach II ligi w sezonie 2023/2024 zespół zastępował Klub Sportowy Błonie (drużyna z Błonia z końcem sezonu spadła z ligi).

## Sukcesy

### Mężczyźni
- Mistrzostwa Polski:
  -  1. miejsce (8x): 1962, 1964, 1967, 1969, 1970, 1983, 1984, 1986
  -  2. miejsce (12x): 1956, 1957, 1958, 1959, 1963, 1965, 1966, 1971, 1981, 1982, 1985, 1996
  -  3. miejsce (8x): 1952, 1955, 1960, 1961, 1968, 1973, 1978, 1980
- Puchar Polski:
  -  1. miejsce (5x): 1952, 1961, 1984, 1986, 1995
  -  2. miejsce (3x): 1960, 1977, 1982
  -  3. miejsce (2x): 1954, 1983

### Kobiety
- Mistrzostwa Polski:
  -  1. miejsce (1x): 1961
  -  2. miejsce (10x): 1955, 1956, 1957, 1962, 1963, 1964, 1965, 1967, 1968, 1969
  -  3. miejsce (3x): 1970, 1971, 1972